# Ernst Reinhard
Ernst Reinhard (* 20. Januar 1889 in Bern; † 18. Juni 1947 ebenda) war ein Schweizer Politiker (SP).

## Biographie
Reinhard stammte aus sehr einfachen Verhältnissen, konnte aber trotzdem die Ausbildung zum Sekundarlehrer absolvieren. Nach seinem Beitritt zur SP wurde er Sekretär der Schweizerischen Arbeiterbildungszentrale und Redaktor der Zeitschrift Bildungsarbeit. Nach der Verlegung des SP-Präsidiums nach Bern nach dem Ersten Weltkrieg wurde er 1919 Parteipräsident der SP und prägte zusammen mit Robert Grimm die Partei massgeblich in der Zwischenkriegszeit. Obwohl zuerst dem revolutionär-klassenkämpferischen Flügel in der Partei zugehörig, wandte er sich nach der Machtergreifung Hitlers in Deutschland mehr und mehr kompromissbereiten Kreisen in der Partei zu, so dass er etwa ab 1934 dem demokratisch-evolutionären Parteiflügel zugerechnet werden kann. 1935 war Reinhard federführend bei der Ausarbeitung des neuen Parteiprogramms der SP, musste jedoch 1936 zurücktreten, um einer neuen Führungsgeneration innerhalb der Partei Platz zu machen, welche die politische Isolation der SP überwinden konnte.
Reinhard hatte bis zu seinem Tod zahlreiche politische Ämter inne. Zuerst wurde er Gemeinderat in Bern (1918–1920 und 1936–1946), dann Nationalrat (1921–1928 und 1931–1947), Grossrat im Kanton Bern 1942–1946 und, kurz vor seinem Tod, 1947 auch noch Berner Regierungsrat.
Sein Sohn war der Berner Architekt Hans Reinhard, welcher zusammen mit seiner Frau Gret in den 1940er- bis zu den 1980er-Jahren im kommunalen Siedlungsbau tätig war.

## Werke (Auswahl)
- Die imperialistische Politik im Fernen Osten. E. Bircher, Bern/Leipzig 1926.
- Kampf um Suez. Kaden & Comp., Dresden 1930 (= Die Weltpolitik. 1).